# Gare de La Baule-Escoublac
Ne doit pas être confondu avec Gare de La Baule-les-Pins ou Gare de Baule.
La gare de La Baule-Escoublac est une gare ferroviaire française de la ligne de Saint-Nazaire au Croisic, située sur le territoire de la commune de La Baule-Escoublac, dans le département de la Loire-Atlantique en région Pays de la Loire.
La première gare est construite par la Compagnie du chemin de fer de Saint-Nazaire au Croisic et mise en service en 1879 par l'Administration des chemins de fer de l'État (État). Elle intègre le réseau de la Compagnie du chemin de fer de Paris à Orléans (PO), lorsqu'elle reprend la ligne en 1884. Le bâtiment voyageurs et la gare actuelle sont mis en service en 1927 sur un nouveau site après le changement de tracé de la ligne depuis la sortie de la gare de Pornichet.
C'est une gare voyageurs de la Société nationale des chemins de fer français (SNCF), desservie par le TGV et des trains express régionaux du réseau TER Pays de la Loire, mais également par l'Interloire.

## Situation ferroviaire
Établie à 7 mètres d'altitude, la gare de La Baule-Escoublac est située au point kilométrique (PK) 510,311 de la ligne de Saint-Nazaire au Croisic, entre les gares de La Baule-les-Pins et du Pouliguen.
Ancienne gare de bifurcation, elle était également l'origine de la ligne de La Baule-Escoublac à Guérande (déclassée).

## Histoire

### Première gare
La station de La Bôle est mise en service le 11 mai 1879 lors de l'ouverture de la ligne de Saint-Nazaire au Croisic. à un emplacement alors plus proche du littoral que la gare actuelle. La même année elle est également desservie par la ligne de La Baule-Escoublac à Guérande, dont elle est l'origine.
En 1884, la « gare d'Escoublac-la-Bôle » entre dans le réseau de la Compagnie du chemin de fer de Paris à Orléans (PO) qui comptabilise sa recette annuelle à partir du 30 janvier. Avec un total de 13 934 francs elle se situe à la sixième place sur les sept gares que compte la ligne et de son embranchement sur Guérande.

### Deuxième gare

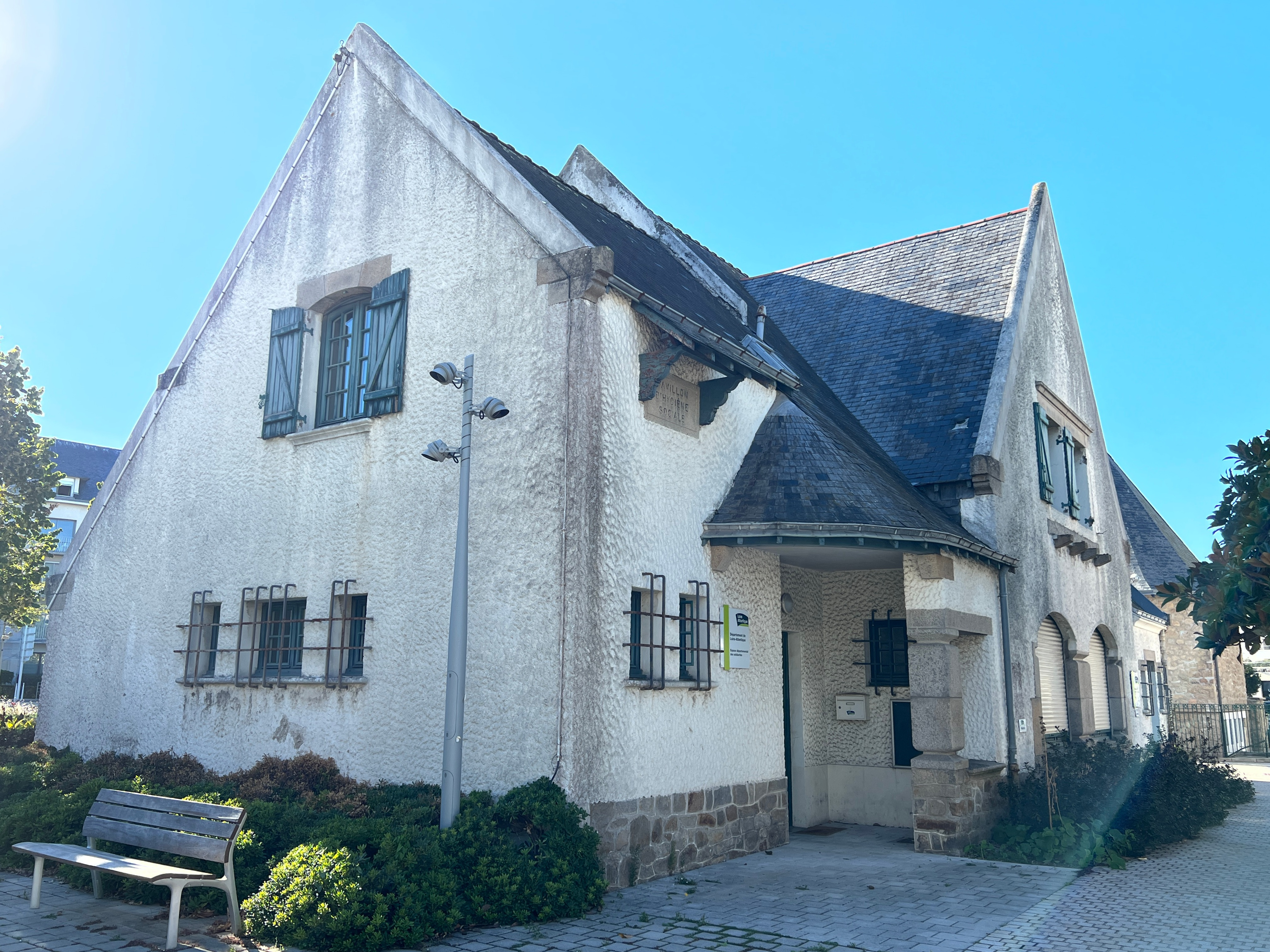
Ancien dispensaire (inauguré le 2 février 1930), aménagé sur la base de l'ancienne gare dont l'architecture a cependant été profondément modifiée par Datessen.

En 1927, la déviation du tracé sur quatre kilomètres de la ligne entre Pornichet et Le Pouliguen conduit à l'abandon de la gare d'origine (son bâtiment voyageurs est toujours visible au 39, avenue du Maréchal-Joffre, mais ayant été converti en dispensaire, après d'importantes transformations, par l'architecte Paul-Henri Datessen, qui est aussi l'un des aménageurs sur l'ancienne zone contigüe des voies et des quais du nouveau jardin public de la Victoire).
La gare actuelle avec son imposant bâtiment voyageurs est mise en service le 17 juillet 1927. L'origine de la ligne de La Baule-Escoublac à Guérande est déplacée également à cette occasion. La déviation du tracé est due à l'intervention de Louis Lajarrige, homme d'affaires parisien, auprès de la Compagnie du chemin de fer de Paris à Orléans. Ce dernier, qui avait fait construire le lotissement du Bois d'Amour à La Baule-les-Pins, craignait alors que la voie ferrée ne gêne l'accès aux bains de mer. Les terrains libérés de l'ancienne emprise ferroviaire permettent la réalisation d'une grande opération d'urbanisme renforçant le rayonnement touristique de la station balnéaire (lotissements privés, mais aussi création de plusieurs équipements publics, tel l'hôtel des Postes).
Elle perd sa fonction de gare de bifurcation le 30 septembre 1990 lors de la fermeture au trafic des marchandises de l'embranchement de Guérande, où le trafic voyageurs n'existait déjà plus depuis 1955 (déclassé le 22 février 1991 puis déposé).
Le bâtiment voyageurs de 1927 est dû aux architectes Adrien Grave et Roger Pons.
En 2014, c'est une gare voyageur d'intérêt national (catégorie A : la fréquentation des services nationaux et internationaux de voyageurs est supérieure ou égale à 25 000 voyageurs par an de 2010 à 2011), qui dispose de deux quais (quais 1 et 2), ayant une longueur utile de 317 mètres, trois abris, deux plans inclinés et un souterrain.
En 2017, selon les estimations de la SNCF, la fréquentation annuelle de la gare est de 455 115 voyageurs.
La liaison TGV Lille – Le Croisic (qui desservait Saint-Nazaire et La Baule-Escoublac) est supprimée en juillet 2017.

## Service des voyageurs

### Accueil

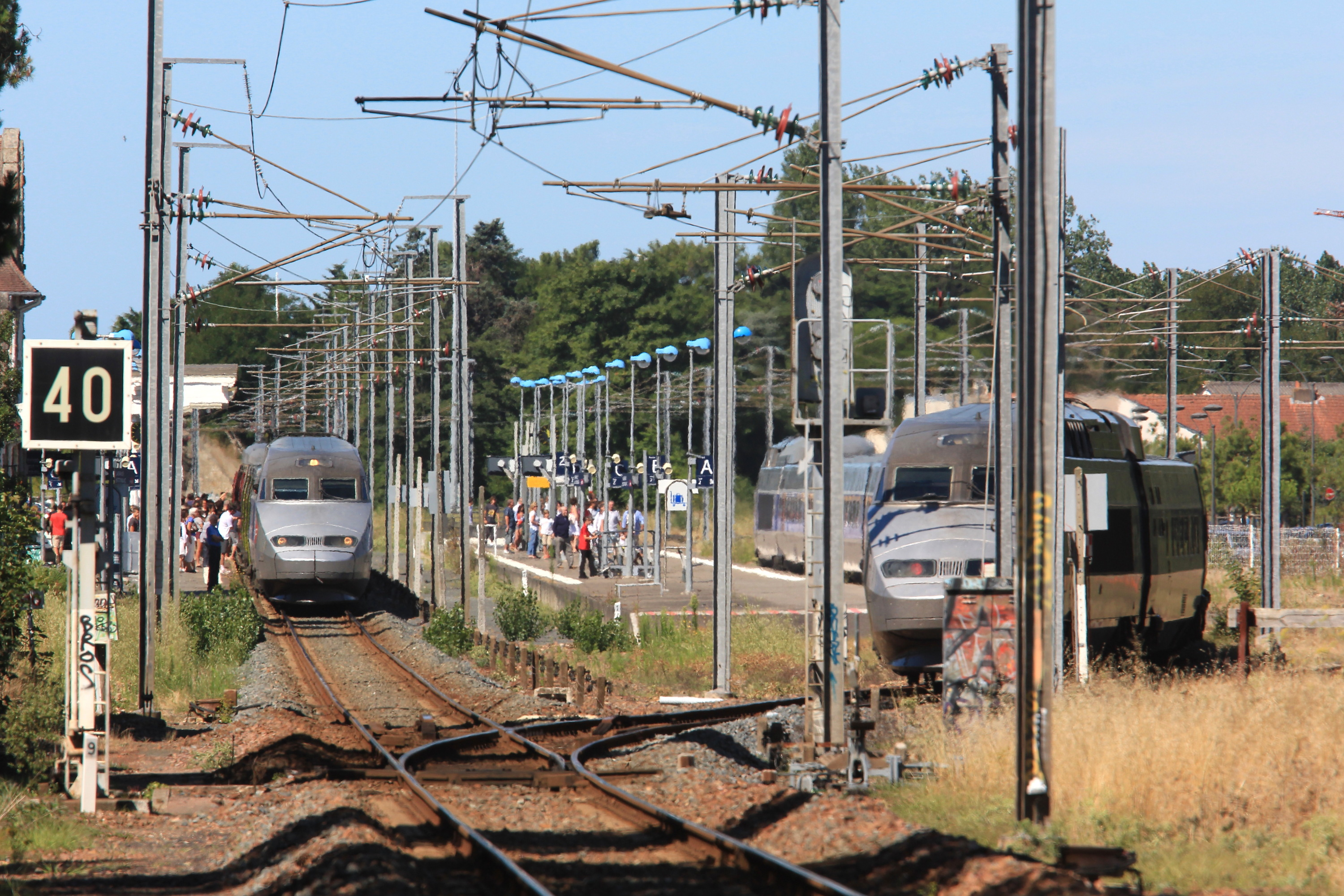
Deux rames TGV Atlantique se croisent en gare.

Gare de la SNCF, elle dispose d'un bâtiment voyageurs, avec guichet, ouvert tous les jours. Elle est équipée d'automates pour l'achat de titres de transport TER. C'est une gare « Accès Plus » avec des aménagements, équipements et services pour les personnes à mobilité réduite.
Un souterrain permet la traversée des voies et le passage d'un quai à l'autre.

### Desserte

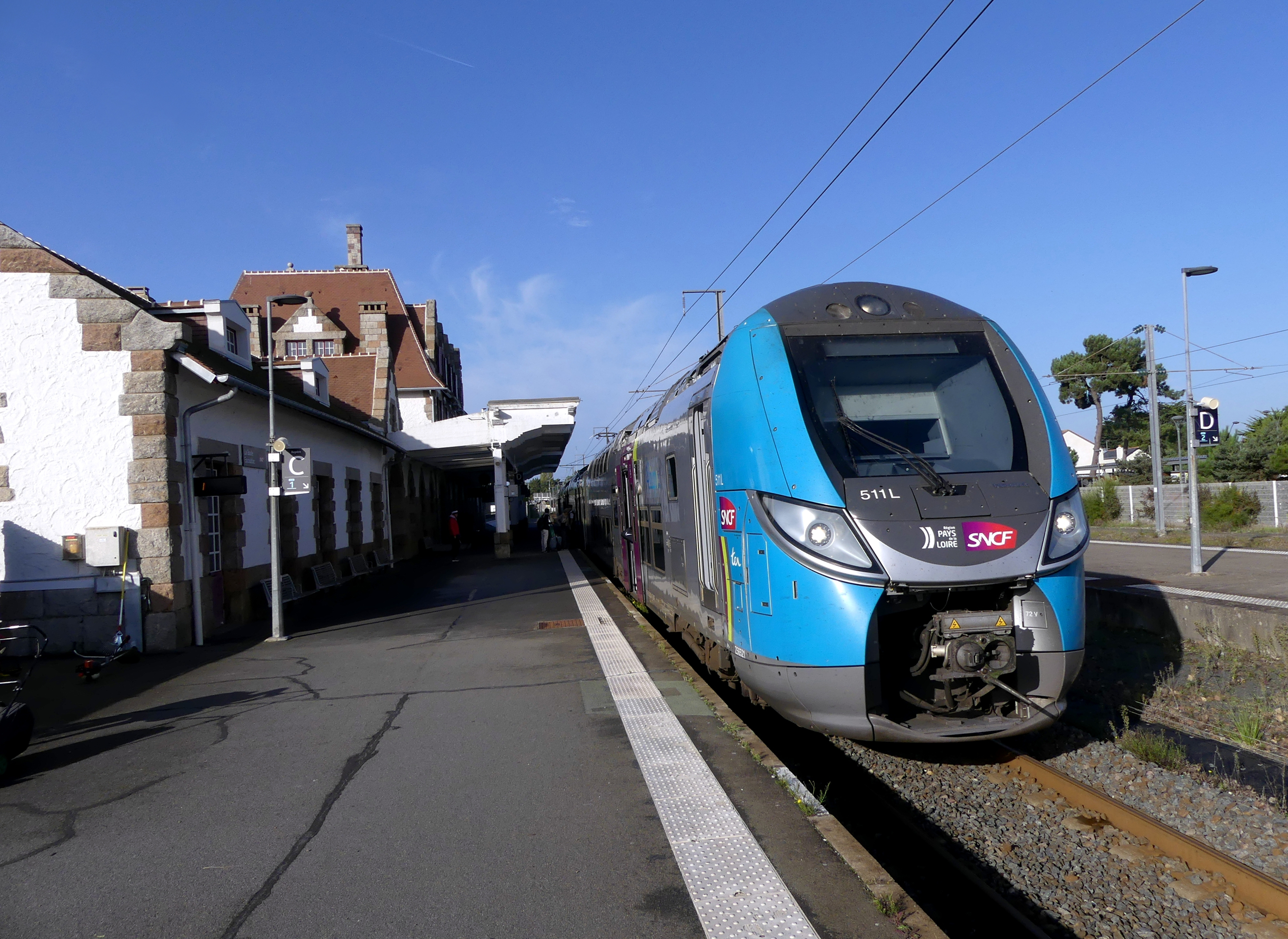
TER Le Croisic – Nantes en gare.

La Baule-Escoublac est une gare voyageurs de la SNCF, desservie par des TGV inOui de la relation Paris-Montparnasse - Le Croisic.
C'est également une gare voyageurs du réseau TER Pays de la Loire, desservie par des trains régionaux de la relation Nantes - Saint-Nazaire - Le Croisic (ligne 01) et de la relation Interloire Orléans - Le Croisic (ligne 5) en fin de semaine,.

### Intermodalité
Un parking est aménagé à ses abords.

Installations de la gare
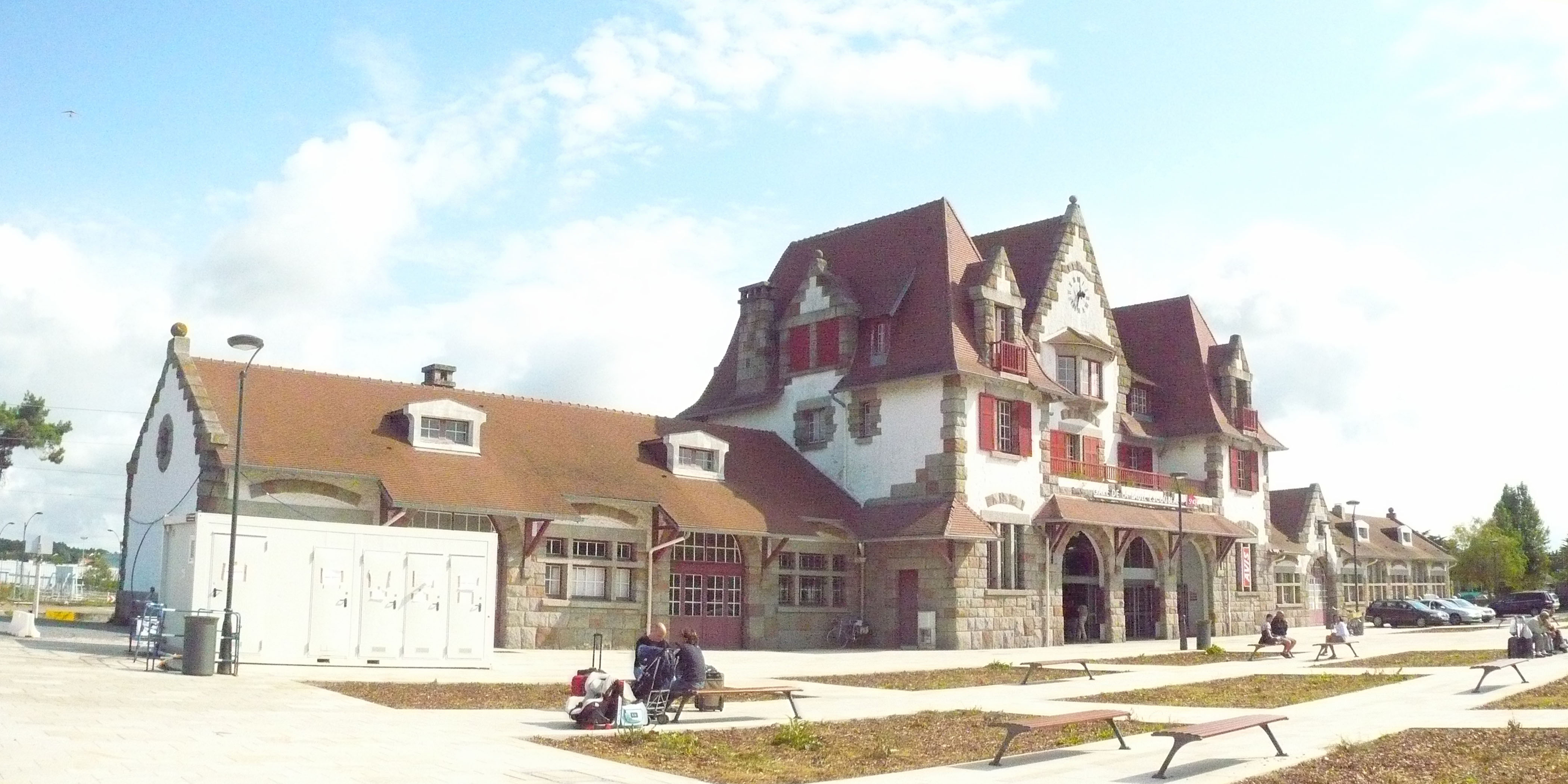
Le bâtiment dans son intégralité.
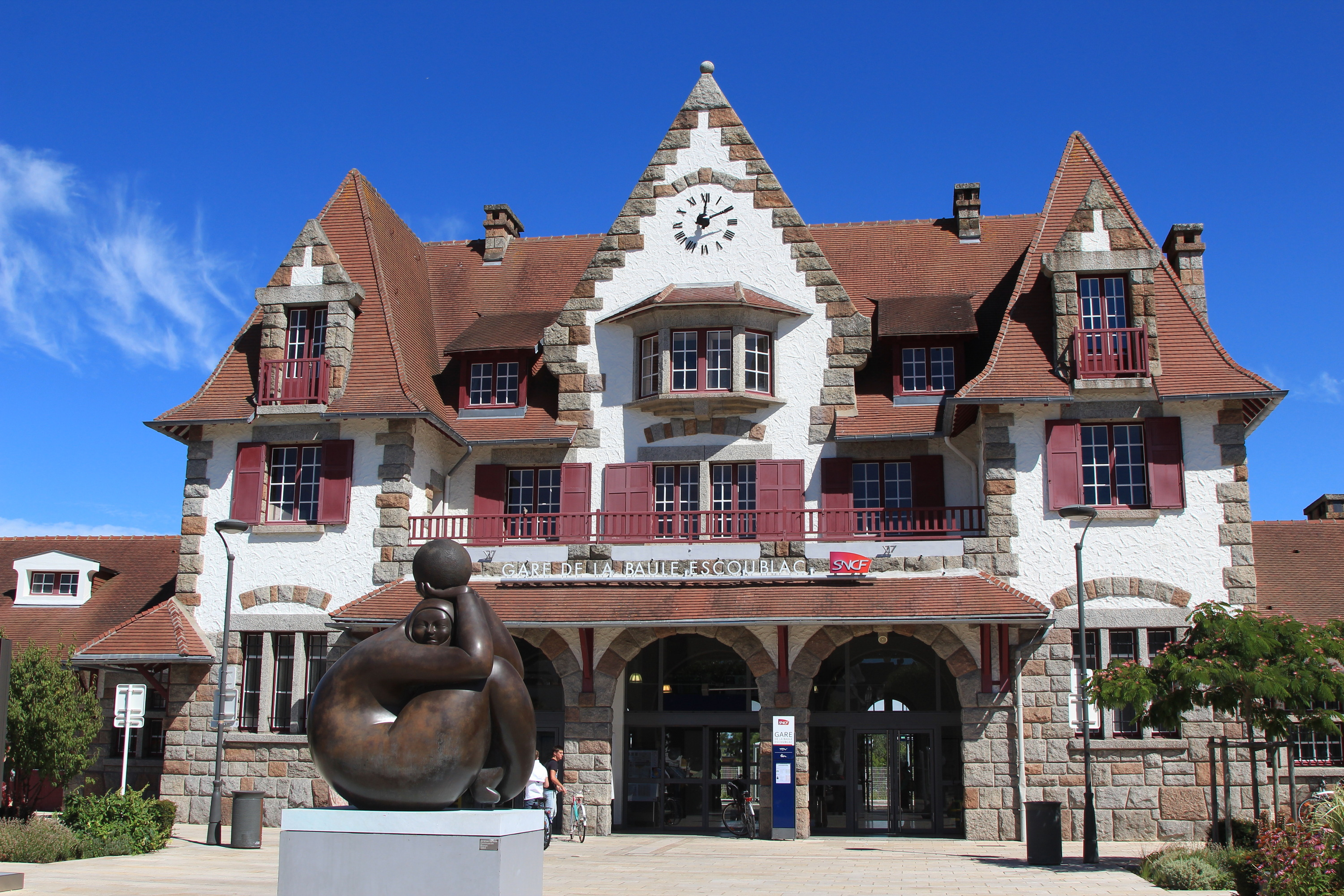
La façade en 2013.
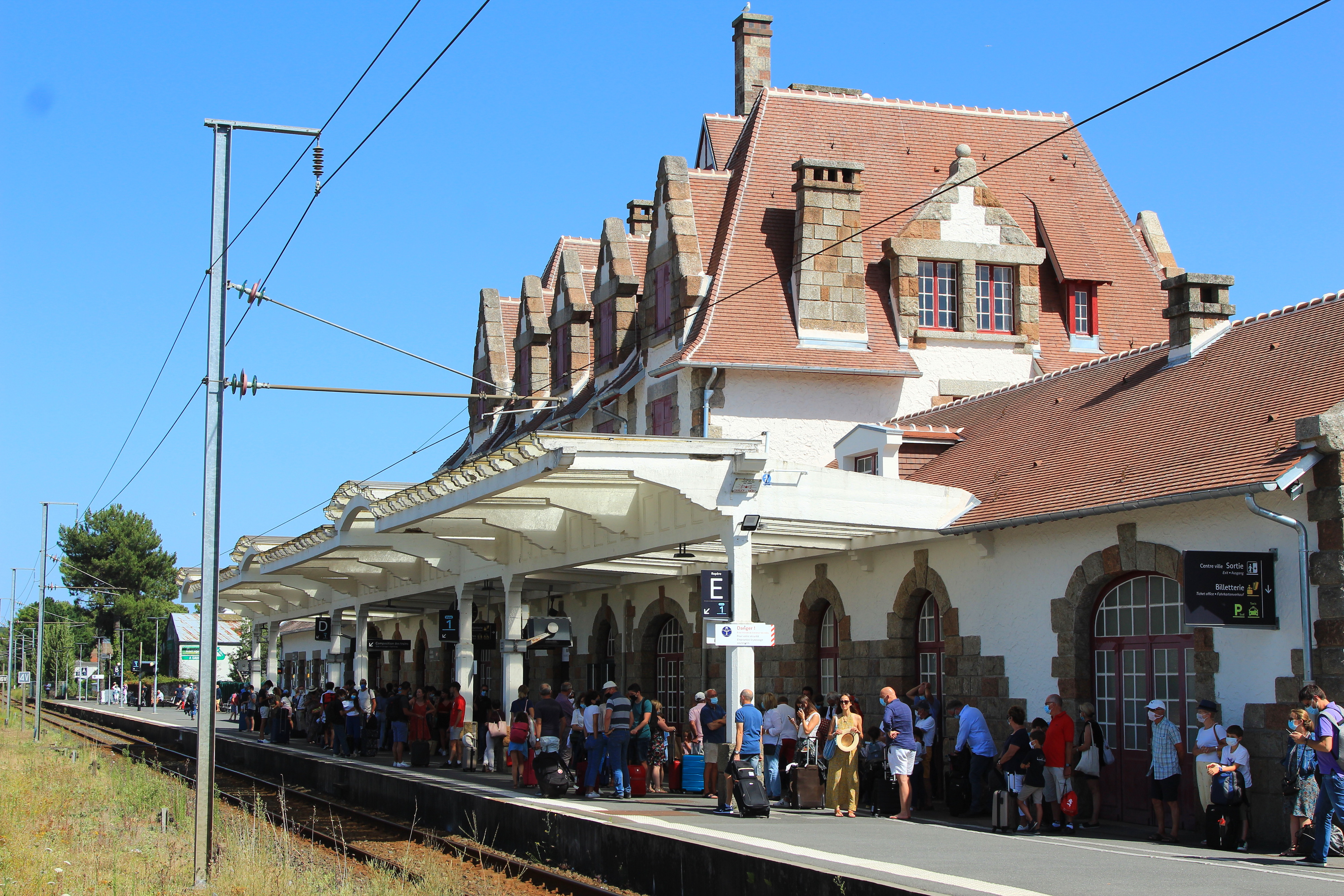
Le bâtiment côté voies.

## Au cinéma
Le bâtiment voyageurs est visible dans de courtes séquences au début du film 15 août, réalisé par Patrick Alessandrin et sorti en 2001 : d'abord côté quai, lors de la descente d'un des protagonistes d'une rame TGV Atlantique, puis côté place Rhin-et-Danube, quand celui-ci prend un taxi.